# HD 79275
HD 79275，又名CD-46 4987，SAO 220937、HR 3658，是一颗恒星，视星等为5.79，位于銀經268.68，銀緯1.14，其B1900.0坐标为赤經9h 8m 0.9s，赤緯-46° 1.14′ 26″。